# Gunnera cordifolia
Gunnera cordifolia är en gunneraväxtart som först beskrevs av J. D. Hook., och fick sitt nu gällande namn av J. D. Hook. Gunnera cordifolia ingår i släktet gunneror, och familjen gunneraväxter. Inga underarter finns listade.